# Богословский, Пётр Васильевич
Пётр Васильевич Богословский (1795—1853) — русский врач, доктор медицины. Действительный статский советник.

## Биография
Родился 15 (26) июня 1795 года в Екатеринбурге. Окончил Санкт-Петербургскую гимназию. В 1815 году уехал в Крым; давал там частные уроки, пока в 1817 году не получил место учителя математики в одном из учебных заведений в Санкт-Петербурге. В 1820 году Богословский отправился в Берлинский университет учиться врачебному искусству, и в 1824 году, выдержав экзамен на звание лекаря в петербургской медико-хирургической академии, выехал с больным в Висбаден, где готовился к экзамену на степень доктора медицины. Защитив 8 сентября 1826 года диссертацию «De cachexia generatim», он получил в Берлине докторский диплом, а 29 ноября того же года он признан доктором в петербургской медико-хирургической академии.
В 1827 году он поступил на службу в Калинкинскую больницу, но на следующий год был из неё уволен. В 1832 году Богословский принимал участие в борьбе с холерой; с 1835 года до конца жизни служил в департаменте государственного казначейства. Был также секретарём общества Мариинского капитала для вдов и сирот врачей.
После возвращения из Крыма им была напечатана статья «Нечто о южном береге Тавриды» («Сын Отечества». — 1817. — № 13), которая была признана интересной по сообщаемым в ней зоологическим, топографическим и ботаническим сведениям. Он также является автором ряда небольших статей в энциклопедическом лексиконе Плюшара.
Умер 1 (13) мая 1853 года. Похоронен на Большеохтинском кладбище.
Его сын, Фёдор (03.12.1827—11.04.1856).